# Edvin van der Sar
Edvin van der Sar (hol. Edwin van der Sar, rođen 29. oktobra 1970. u Vorhautu) je bivši holandski golman i reprezentativac. Nadimak mu je bio "The Jolly Green Giant" (Veseli zeleni div). Nadimak mu je dat zbog njegove visine (197 cm) i zelenog dresa koji je nosio u Mančester junajtedu.

## Karijera

### Klupska karijera
Van der Sar je karijeru započeo u lokalnom klubu FC Foreholtu odakle je prešao u VV Nordvijk. Tu ga je uočio Ajaks i kupio ga. Van der Sar je bio član Ajaksovog pobedničkog sastava koji je osvojio Ligu šampiona 1995. Iz Ajaks je prešao u torinski Juventus, a iz Juventusa 2001. u londonski Fulam. Za Mančester junajted potpisao je 5. aprila 2005. dvogodišnji ugovor vredan otpilike 2.000.000 £, međutim tačna cena transfera još je uvek nepoznata.

### Reprezentativna karijera
Van der Sar je reprezentativni debi imao u aprilu 1995. protiv Belorusije. Bio je golman na zadnja tri veća turnira kada je njegova ekipa eliminisana na jedanaesterce: EURO 1996, SP 1998. i EURO 2000.
Za vreme izvođenja jedanaesteraca u četvrt finalu EURO 2004. protiv Švedske van der Sar je odbranio jedanaesterac Olofu Melbergu i tako dao priliku Arjenu Robenu da postigne pobedonosni gol za Holandiju.
Edvin van der Sar je za svoju reprezentaciju nastupao čak 113 puta i time postavio rekord kao igrač sa najviše nastupa za Holandiju. Prešao je rekord Franka de Bura nastupivši za reprezentaciju u utakmici protiv Portugalija u osmini finala SP 2006.
Pre utakmice SP 2006 sa Obalom Slonovače Van der Sar je imao seriju od 10 zvaničnih utakmica bez primljenog gola i ukupno 1.013 minuta bez primljenog gola. To vreme je evropski rekord svih vremena.

## Uspesi

### Ajaks
- Prvenstvo Holandije (4) : 1993/94, 1994/95, 1995/96, 1997/98.
- Kup Holandije (3) : 1992/93, 1997/98, 1998/99.
- Superkup Holandije (3) : 1993, 1994, 1995.
- UEFA liga šampiona (1) : 1994/95.
- UEFA liga šampiona : finale 1995/96.
- Kup UEFA (1) : 1991/92.
- Superkup Evrope (1) : 1995.
- Interkontinentalni kup (1) : 1995.

### Juventus
- Intertoto kup (1) : 1999.

### Fulam
- Intertoto kup (1) : 2002.

### Mančester junajted
- Prvenstvo Engleske (4) : 2006/07, 2007/08, 2008/09, 2010/11.
- Liga kup Engleske (2) : 2005/06, 2008/09.
- Superkup Engleske (3) : 2007, 2008, 2010.
- UEFA liga šampiona (1) : 2007/08.
- UEFA liga šampiona : finale 2008/09, 2010/11.
- Svetsko klupsko prvenstvo (1) : 2008.
- Superkup Evrope : finale 2008.

## Spoljašnje veze
- Edvin van der Sar на веб-сајту ФИФА (језик: енглески)